# Singapore (film 1947)
Singapore è un film del 1947 diretto da John Brahm che come protagonisti Fred MacMurray e Ava Gardner.
Basata su una sceneggiatura di Seton I. Miller, la storia venne ripresa nel 1957 con il film Istanbul di Joseph Pevney.

## Trama
Durante gli ultimi giorni prima dello scoppio della Seconda guerra mondiale, il contrabbandiere di perle Matt Gordon trova inaspettatamente l'amore a Singapore, dove conosce la bellissima Linda Grahame. La loro relazione cresce rapidamente fino a sfociare in una proposta di matrimonio da parte di Matt, accolta con entusiasmo da Linda. Tuttavia, il loro sogno romantico viene infranto quando l'esercito giapponese bombarda la città: la chiesa in cui Linda lo sta aspettando per il matrimonio viene colpita e Matt, disperato, non riesce a trovarla tra le macerie. Costretto a fuggire via mare sulla sua goletta, parte con il cuore spezzato e senza sapere cosa sia successo alla donna che ama. Cinque anni dopo, con la guerra finita, Matt ritorna a Singapore. Ad attenderlo c’è il Vicecommissario Hewitt, convinto che l'uomo sia tornato per recuperare un prezioso carico di perle nascoste prima della fuga. Non è l’unico a pensarlo: anche i suoi vecchi complici nel crimine, il cinico Mr. Mauribus e il suo scagnozzo Sascha Barda, sono intenzionati a mettere le mani sul bottino. Matt nega ogni coinvolgimento ma i sospetti rimangono.
Lo shock più grande per Matt, però, arriva quando rivede Linda. La donna è viva, ma non ricorda nulla del passato, incluso lui. Ora si fa chiamare Ann e ha passato anni in un campo di prigionia giapponese con Michael Van Leyden, un proprietario terriero che in seguito ha sposato. Matt tenta con ogni mezzo di risvegliare in lei i ricordi, anche con l’aiuto della devota serva Ming Ling ma i risultati sono deludenti. Convinto che ogni speranza sia perduta, Matt recupera le perle dalla sua vecchia camera d'albergo e le nasconde nel bagaglio degli ignari turisti americani Mr. e Mrs. Bellows. Ma quando Ann sparisce improvvisamente, Hewitt inizia a collegare i puntini. Matt si ritrova coinvolto in un pericoloso confronto con Mauribus e Sascha, e la situazione prende una svolta inaspettata.

## Produzione
Secondo Variety del maggio 1947, l'Universal International Pictures (UI) comprò i diritti della storia di Seton I. Miller per centomila dollari.
Le riprese del film durarono dal 26 febbraio a fine aprile 1947. Le scene all'aeroporto, come riportano note pubblicitarie dello studio, vennero girate a Palmdale.

## Distribuzione
Distribuito dall'Universal Pictures, il film uscì nelle sale cinematografiche statunitensi il 13 agosto 1947 mentre nel Regno Unito venne distribuito dalla General Film Distributors (GFD). In Portogallo uscì il 19 dicembre 1947; nel 1948, venne distribuito il 10 marzo in Francia, il 26 marzo in Finlandia, il 26 aprile in Svezia, il 10 dicembre nei Paesi Bassi.
Una versione radiofonica del film venne trasmessa dal Lux Radio Theatre il 3 novembre 1947, con Fred MacMurray e Ava Gardner negli stessi ruoli che avevano interpretato sullo schermo.